# Любинка Маленкова
Любинка Маленкова (на македонска литературна норма: Љубинка Маленкова) е архитектка от Република Македония, представител на бруталисткия стил.

## Биография
Родена е на 13 ноември 1927 година в Охрид, тогава в Кралството на сърби, хървати и словенци. В 1951 година завършва Архитектурния факултет на Техническия университет в Белград. Работи проектант в проектантското претприятие „Проектант“ и в „Пелагония“ в Скопие. Проектира и реализира различни типове обекти - жилищни, обществени, здравни и туристическо-ресторантьорски. Занимава се и с градско планиране. Сред по-важните ѝ проекти са пощите в Прилеп (1973), в Тетово (1977), в Куманово (1978), в Струмица (1981), в Кочани (1982); хотели в Кочани (1957), в Ново село, в Щип (1955), в Дойран (1959); Театърът на народностите в Скопие (1974) и Урбанистично решение за центъра на Кочани.
Носителка е на наградата „Андрей Дамянов“ за 2000 година.
Умира в 2011 година.